# Sweetgreen
A Sweetgreen (legalmente Sweetgreen, Inc., estilizada como sweetgreen, anteriormente swɘetgreen) é uma cadeia americana de restaurantes de fast casual que serve saladas. Foi fundada em novembro de 2006 por Nicolas Jammet, Nathaniel Ru e Jonathan Neman. Em agosto de 2007, eles abriram sua primeira loja em Washington, D.C., três meses depois de se formarem na McDonough School of Business da Universidade de Georgetown.
A sede corporativa da Sweetgreen foi transferida de Washington, D.C. para a área de Los Angeles em 2016. Em setembro de 2023, a empresa tinha 221 lojas em operação em 18 estados e no Distrito de Columbia. O CEO é Jonathan Neman, e a empresa tinha mais de 4.000 funcionários em 2016.

## História e financiamento
A Sweetgreen foi fundada em 2006 por Nicolas Jammet, Nathaniel Ru e Jonathan Neman, todos estudantes da Universidade de Georgetown na época. O trio estava decepcionado com as opções de alimentação no campus.
A Sweetgreen levantou seu financiamento inicial de US$ 375.000 de investidores, incluindo os pais dos três fundadores, Joe Bastianich, Seth Goldman e o Centro de Desenvolvimento Econômico Latino de Washington. Em setembro de 2013, aceitou um investimento de US$ 22 milhões da Revolution Growth, um fundo de capital de risco fundado por Steve Case. Em 2014, recebeu US$ 18,5 milhões em investimento da Revolution Growth. Em 2015, levantou um investimento adicional de US$ 35 milhões sob a liderança da T. Rowe Price com contribuições do investidor existente Revolution Growth. A empresa levantou mais de US$ 95 milhões até o momento.
Em 2018, a startup levantou uma rodada da Série H de US$ 200 milhões liderada pela Fidelity que avaliou a empresa em mais de US$ 1 bilhão, elevando o financiamento total da Sweetgreen para US$ 365 milhões. No outono de 2019, a Sweetgreen levantou uma rodada adicional da Série I de US$ 150 milhões liderada pela Lone Pine Capital e D1 Capital Partners, elevando a avaliação total da empresa para US$ 1,6 bilhão.
Em julho de 2021, a Axios informou que a Sweetgreen havia entrado com um pedido confidencial de IPO. Ela se tornou uma empresa pública em 18 de novembro de 2021, negociada sob o símbolo SG da Bolsa de Valores de Nova Iorque.
Em agosto de 2021, a Sweetgreen anunciou seus planos de adquirir a startup do Instituto de Tecnologia de Massachusetts, Spyce, um restaurante com sede em Boston que usa robôs de serviço para preparar refeições. Ambos os locais da Spyce fecharam e a equipe se concentrou na construção de uma “terceira geração” de sua tecnologia para aumentar o rendimento e a precisão para a Sweetgreen, potencialmente começando em dois locais em 2023.
Em agosto de 2022, a Sweetgreen abriu uma unidade em Birmingham, Michigan, a primeira em Michigan, com planos de expansão para Troy e Ann Arbor no final de 2022.
Em maio de 2023, a Sweetgreen abriu sua primeira unidade da Infinite Kitchen, dirigida por robôs, em Naperville, Illinois, onde a automação se limita à montagem dos alimentos, não à preparação dos alimentos em si.
Em maio de 2024, a Sweetgreen relatou um aumento de 26% na receita do primeiro trimestre, atingindo US$ 157,9 milhões. Esse crescimento foi atribuído principalmente a aumentos de preços em seu cardápio. Notavelmente, a empresa obteve uma margem de lucro de 18,1% por loja, o que é considerado excepcional no setor de serviços alimentícios. De interesse especial foram os resultados de dois locais experimentais da “Infinite Kitchens”, que utilizam automação robótica para a montagem de tigelas. Esses locais registraram uma margem de lucro significativamente maior, de 28%, demonstrando o impacto potencial da automação na eficiência operacional da cadeia.